# Maailma samm
Maailma samm (L'Essor du monde) est un oratorio écrit par Arvo Pärt, compositeur estonien associé au mouvement de musique minimaliste.

## Historique
Composé en 1961 sur un texte d'Enn Vetemaa, cet oratorio ainsi que la cantate Meie aed lui permettent de figurer parmi les six lauréats d'un concours pour les jeunes compositeurs organisé dans le cadre du troisième Congrès de l'Union des Compositeurs d'URSS en 1962.

## Discographie
Il ne semble pas y avoir eu d'enregistrement de cette œuvre, hormis celui des archives radiophoniques estoniennes,.